# The Man Upstairs (film, 1958)
Pour les articles homonymes, voir The Man Upstairs.
Pour plus de détails, voir Fiche technique et Distribution.
The Man Upstairs est un film britannique réalisé par Don Chaffey, sorti en 1958.

## Synopsis
Peter Watson est un ancien scientifique qui vit à l'étage du dessus (upstairs) d'une pension de famille à Londres. Il est en pleine dépression, persuadé d'être responsable de la mort d'un collègue lors d'une expérience. Une nuit, il est à l'origine d'un problème avec les autres habitants, l'un d'eux va appeler la police, et les choses vont s'envenimer.

## Fiche technique
- Titre original : The Man Upstairs
- Réalisation : Don Chaffey
- Scénario : Alun Falconer
- Direction artistique : William Kellner
- Costumes : Betty Adamson
- Son : William Salter
- Montage : John Trumper
- Production : Robert Dunbar
- Société de production : Association of Cinema Technicians
- Société de distribution : British Lion Film Corporation
- Pays d'origine :  Royaume-Uni
- Langue originale : anglais
- Format : Noir et blanc  — 35 mm — 1,66:1 — son mono
- Genre : drame
- Durée : 88 minutes
- Dates de sortie : Royaume-Uni : 30 septembre 1958

## Distribution
- Richard Attenborough : Peter Watson
- Bernard Lee : l'inspecteur
- Donald Houston : Sanderson
- Dorothy Alison : Mme Barnes
- Virginia Maskell : Helen Grey
- Kenneth Griffith : M. Pollen
- Patricia Jessel : Mme Lawrence
- Alfred Burke : M. Barnes
- Charles Houston : Nicholas
- Maureen Connell : Mlle Blair
- Amy Dalby : Mlle Acres
- Walter Hudd (en) : le superintendent

## Distinctions

### Nominations
- BAFTA 1959 : British Academy Film Award du meilleur scénario pour Alun Falconer